# Пиддингтон, Джек Хобарт
Джек Хобарт Пиддингтон (англ. Jack Hobart Piddington) — австралийский Астрофизик и радиоастроном. Известен как создатель первой радиолокационной системы в Австралии.

## Биография

### Происхождение
Джек Хобарт Пиддингтон был старшим из двух детей специалиста по обработке шерсти Фредерика Кларенса Пиддингтона и его супруги Леони Мейбл Милленет, дочери пекаря из Швейцарии. Предками Джека по отцовской линии были иммигранты из Англии, поселившиеся в австралийском Хобарте, в честь чего Джек Пиддингтон и получил своё второе имя. Прадед Джека Уильям Джонс Киллик Пиддингтон был архидиаконом англиканской церкви Нового Южного Уэльса, чьи сыновья Уильям Генри и Альберт Батерст построили политическую карьеру в Законодательных собраниях Австралии и Нового Южного Уэльса.

### Ранние годы
Джек Хобарт Пиддингтон родился на юго-востоке австралийского континента в городе Уогга-Уогга. Когда Джеку было шесть лет его родители развелись, после чего мать, на плечи которой легла ответственность за воспитание сына, начала испытывать финансовые трудности. Плачевное состояние семейного бюджета отразилось на отношении Джека к образованию. Ранее предпочитавший урокам в сельской школе игры на свежем воздухе, он стал усиленно проявлять интерес к занятиям, когда на завершающем году начальной школы появился стимул в лице двух стипендий на обучение в средней школе, одна достоинством двадцать пять фунтов, а другая — двенадцать, которые обе Пиддингтон впоследствии и получил.
После окончания средней школы в Уогга-Уогге Джек вместе с матерью и её тремя сёстрами переехал в Сидней, где поступил в старшую школу для мальчиков, ставшую местом, в котором впервые ярко проявились его способности к математике и естественным наукам. По окончании школы в 1929 году, за выдающие результаты в процессе обучения Пиддингтону были присуждены математическая премия Горнера и стипендия Баркера, которая вкупе со стипендией от правительства Австралии позволила ему поступить в Сиднейский университет. На математическом факультете Сиднейского университета он продолжил показывать отличные результаты в учёбе, что подтверждается полученными Пиддингтоном на первых годах обучения математической премией Кеннета Саксби, стипендией Джорджа Аллена и премиями Слейда и Смита по физике.
В 1932 году он получил свою первую степень бакалавра с отличием, а через два года пополнил своё портфолио второй подобной степенью. Подобные успехи были высоко оценены руководством университета, которое позволило ему после окончания учёбы заняться исследованиями в области радио и электроники на факультете электротехники университета. По итогам работы на этом факультете Пиддингтон в 1936 году был удостоен степени магистра, а также получил медаль Питера Никола Рассела за диссертацию на тему «Стабильность частоты вентильных генераторов».

### Работа в Великобритании
Исследования Пиддингтона в области радио были замечены специалистами в этой сфере и вскоре Джек получил приглашение в Совет по радиотехническим исследованиям Совета по научным и промышленным исследованиям Австралии (CSIR), работа в котором принесла ему инженерную стипендию имени Уолтера и Элизы Холл. По условиям предоставленной на три года стипендии, Пиддингтон был обязан потратить её на два года исследований за границей и на год исследований в Сиднее. В качестве места получения зарубежного опыта он выбрал Кембриджский университет, где стал проводить исследования под началом британского физика Эдуарда Эплтона. За диссертацию на тему «Рассеяние беспроводных волн» Пиддингтону в 1938 году Кембриджским университетом была присуждена степень доктора наук, продолжив изыскания по теме которой, он впоследствии написал ряд научных статей. Во время учёбы в Кембридже Пиддингтон также принял предложение от Королевских военно-воздушных сил Великобритании, которое заключалось в том, чтобы поучавствовать в постройке экспериментального образца авиационного радара.

### Военное время
В 1938 году Пиддингтон вернулся в Сиднейский университет, где на основе опыта, полученного в Британии, начал работу над созданием морских радаров. Спустя время Джек вновь присоединился к CSIR, в составе которого он стал заниматься разработкой мощного импульсного передатчика и приёмной системы, предназначенных якобы для исследований ионосферы, но также способных обнаруживать воздушные суда, которые вместе в итоге стали первой радиолокационной системой в Австралии. В преддверии Второй мировой войны австралийское правительство создало радиофизическую лабораторию при CSIR для разработки радаров для нужд армии. Пиддингтон стал одним из первых её научных сотрудников, так как правительству было известно о его работе на британские ВВС. Первый радар, разработанный Пиддингтоном, был предназначен для наведения огня береговых батарей по кораблям противника. Места на побережье для установки нескольких построенных образцов доверили выбрать самому Пиддингтону и генералу Джону Уайтлоу. В итоге ими на австралийском побережье были выбраны 17 точек для установки радаров. Характеристики новой австралийской РЛС произвели впечатление на британское командование в Сингапуре и поэтому главный маршал авиации Роберт Брук-Попхэм пригласил Пиддингтона порекомендовать подходящие места для радиолокационных установок в Бирме, Гонконге, Малайе и Сингапуре.

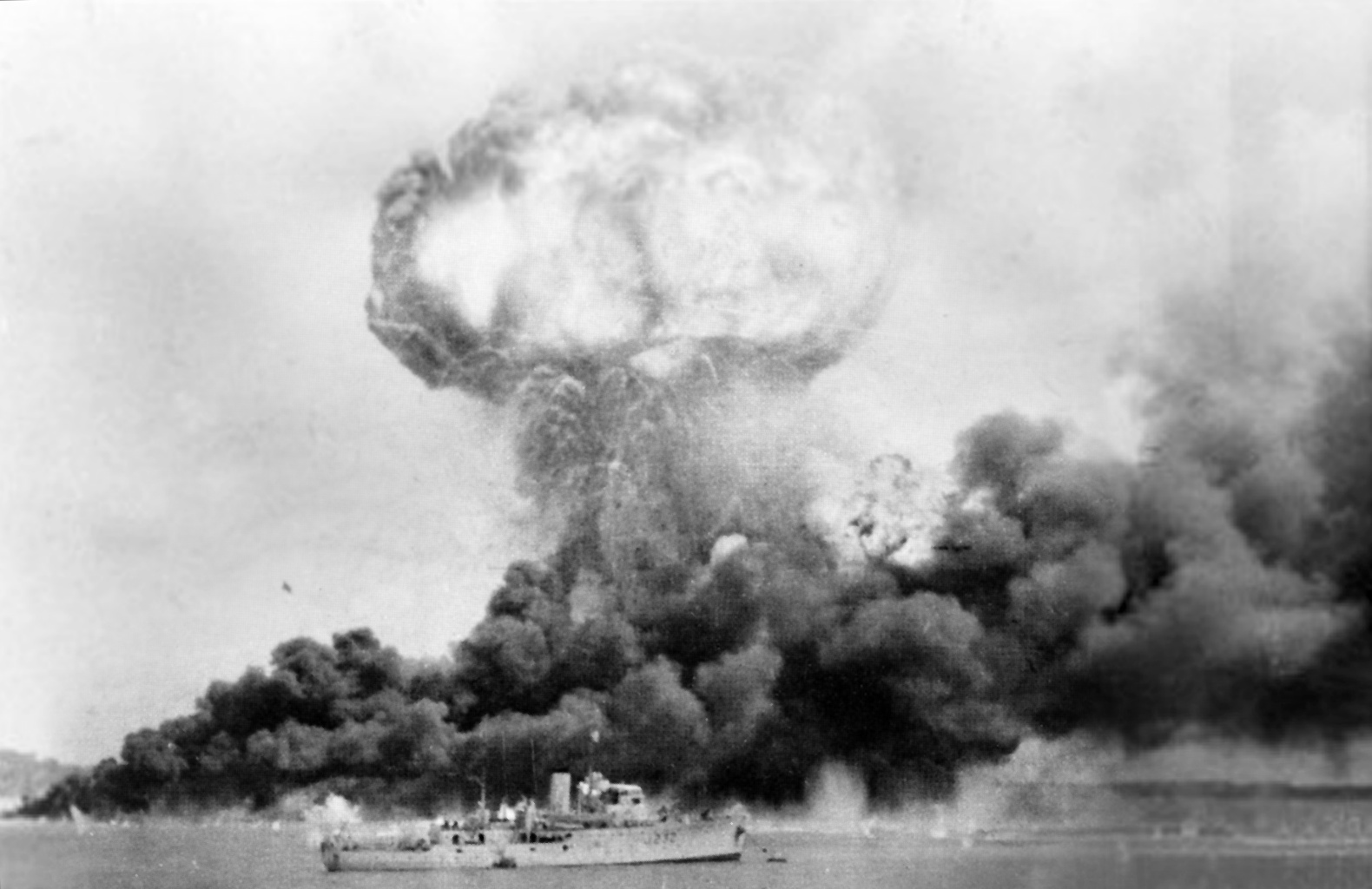
Взрыв на борту австралийского теплохода «MV Neptuna», вследствии японской бомбардировки города Дарвин 19 февраля 1942 года.

После начала Второй мировой войны Пиддингтон начал работу по созданию радиолокационной системы, которая должна была предупреждать средства ПВО о воздушном налёте вражеской авиации. Сразу после окончания работ Пиддингтона над радаром он был запущен в серийное производство и в начале 1942 года один из экземпляров был отправлен на север континента в город Дарвин, однако из-за задержки при установке радара городской гарнизон не получил вовремя предупреждение о налёте японской авиации и 19 февраля 1942 года Дарвин подвергся сильной бомбардировке.
После бомбардировки Дарвина Пиддингтон лично посетил пострадавший город и в течение четырёх дней помогал с установкой своего радара модели AW Mark I. Отладив доставку, установку и настройку радаров, Пиддингтон стал получать хвалебные отзывы от военных, так как его РЛС сразу же зарекомендовали себя как отличное средство отражения японских налётов в небе над Юго-Восточной Азией и Океанией. В 1943 году Пиддингтон начал работы по созданию системы для обнаружения и подавления сигнала японских радаров. Через год он снова отправился в Великобританию, где был прикомандирован к Исследовательскому центру телекоммуникаций для изучения последних разработок в области радаров и их применения в гражданской авиации, а также проводил консультации для Военного министерства.

### Послевоенные исследования
После войны Пиддингтон некоторое время работал над применением радиолокационных технологий в гражданской авиации и геодезии. Затем он обратился к зарождающейся науке радиоастрономии, занявшись изучением слоёв на поверхности Луны.